# Томас Ґрайнер
Томас Ґрайнер (нім. Thomas Greiner, 3 травня 1963) — німецький академічний веслувальник.
Олімпійський чемпіон 1988 року в складі розпашної четвірки без стернового.
Чемпіон світу 1982 (розпашні четвірки зі стерновим), 1983 (розпашні двійки зі стерновим), 1987, 1989 років у складі розпашної четвірки без стернового, бронзовий призер 1985 (розпашні четвірки без стернового), 1986 (розпашні двійки зі стерновим), 1990 (розпашні четвірки без стернового) років.
Срібний призер ігор Дружба-84 у складі розпашної четвірки без стернового.